# Thea Sofie Loch Næss
Thea Sofie Loch Næss (Kristiansand, 26 november 1996) is een Noors actrice. Ze speelde onder andere de rol van Skade in de televisieserie The Last Kingdom en die van Marie in La Palma.

## Biografie
Næss begon met acteren op achtjarige leeftijd. Ze had op die leeftijd een hoofdrol in de film One Night in Oslo van Eirik Svensson die in première ging in april 2014. Datzelfde jaar studeerde Næss drama aan de Hartvig Nissen School in Oslo. In 2015 vertolkte ze de rol van Thea in Dryads. Ook speelde ze de rol van Christina van Noorwegen, de dochter van de Noorse koning Sverre, in The Last King. Deze film ging in premier in 2016. Næss werd in 2016 eveneens gecast in een pilot voor een nieuwe HBO serie, Mogadishu, Minnesota, maar hier kwam geen vervolg aan. In 2018 nam ze de rol van schurk Skade in het derde seizoen van The Last Kingdom op Netflix voor haar rekening. Ook speelde ze Bergliot in de zesde aflevering van Saving the Human Race op CW Seed. In 2024 speelde Næss de rol van Marie in de Noorse rampentelevisieserie La Palma.

## Filmografie

### Films
| Jaar | Titel                        | Rol       | Extra                                                           |
| 2014 | Natt til 17                  | Thea      |                                                                 |
| 2014 | High Point                   | Benedicte | Korte film                                                      |
| 2015 | Polaroid                     | Linda     | Korte film                                                      |
| 2015 | Dryads - Girls Don't Cry     | Thea      |                                                                 |
| 2016 | The Last King                | Kristina  |                                                                 |
| 2017 | Som om himmelen revna        | Thea      | Korte film                                                      |
| 2018 | Jeg kom ikke hit for å danse | Aurora    | Korte film                                                      |
| 2019 | Tyger Tyger                  | Emerald   |                                                                 |
| 2020 | Da du dro                    | Sarah     |                                                                 |
| 2020 | Good Luck                    | Helene    | Korte film                                                      |
| 2021 | Delete Me                    | Marit     |                                                                 |
| 2022 | Arctic Void                  | Lucy      |                                                                 |
| 2022 | Gjensyn                      | Tyra      | Korte film                                                      |
| 2023 | A Happy Day                  | Ingvild   |                                                                 |
| 2025 | The Ugly Stepsister          | Agnes     | Premiere tijdens het Sundance Film Festival op 23 januari 2025. |

### Televisie
| Jaar      | Titel                 | Rol            | Extra                 |
| --------- | --------------------- | -------------- | --------------------- |
| 2016      | Costa del Kongsvik    | Alma           |                       |
| 2016      | Mogadishu, Minnesota  | Lacy           | Televisiefilm (pilot) |
| 2017      | Unge lovende          |                | Episode: "2.4"        |
| 2018      | The Last Kingdom      | Skade          | 8 afl.                |
| 2018      | Wisting               | Linnea Kaupang | 4 afl.                |
| 2019–2020 | Hjerteslag            | Mio            | 35 afl.               |
| 2022      | A Storm for Christmas | Sara           | 6 afl.                |
| 2023      | Ondskan               | Marja          | 6 afl.                |
| 2024      | La Palma              | Marie          | 4 afl.                |
| 2024      | Twilight of the Gods  | Thyra          | Stemrol; 6 afl.       |
| 2024      | So Long, Marianne     | Marianne Ihlen | Hoofdrol; 8 afl.      |